# Maserati 8CTF
O Maserati 8CTF é o modelo da Maserati utilizado nas 500 Milhas de Indianápolis de 1950 pelas equipes Indianapolis Race Cars, Fadely-Anderson e R.A.Cott e 500 Milhas de Indianápolis de 1951 pelas equipes W.J. e Maserati Race Cars e foi pilotado por Henry Banks, Spider Webb e Johnny McDowell.